# 황금등나무쥐
황금등나무쥐(Mesembriomys macrurus)는 쥐과에 속하는 설치류의 일종이다. 오스트레일리아에서만 발견된다.

## 특징
꼬리 길이 290~350mm를 제외한 몸길이가 190~270mm인 대형 설치류로 발 길이는 48~52mm이고 귀 길이는 24~27mm이다. 몸무게는 최대 330g이다.